# Ein Weib wie der Satan
Ein Weib wie der Satan (Alternativtitel: Die Frau und der Hampelmann) ist ein französisch-italienischer Film von Julien Duvivier, der in Spanien spielt und auf dem Roman La Femme et le Pantin (so auch der Originaltitel der Verfilmung) von Pierre Louÿs basiert. Das bereits 1898 erschienene Buch war schon 1935 mit Marlene Dietrich in der Hauptrolle (Der Teufel ist eine Frau) fürs Kino adaptiert worden. Es ist die Geschichte eines wohlhabenden, alternden Mannes, der sich in eine sehr viel jüngere Frau aus bescheidenen Verhältnissen verliebt, die ihn dafür leiden lässt. Die Rolle der Tänzerin Eva gab Brigitte Bardot jede Gelegenheit, alle mit ihrem damaligen Image verbundenen Erwartungen des breiten Publikums zu erfüllen.

## Handlung
Auf Sevillas Platz des Heiligen Sebastian wird das traditionelle Sommerfest, die „Feria“, gefeiert. Unter den Gästen befindet sich auch der reiche Stierzüchter Don Matéo. Unaufhörlich starrt er auf ein armselig gekleidetes Mädchen. Mit seinen Annäherungsversuchen hat er jedoch kein Glück. Bei seinen Erkundungen erfährt er, dass die schöne Unbekannte Eva Marchand heißt und mit ihrem Vater, dem vom Leben enttäuschten französischen Schriftsteller Stanislas Marchand, in einer primitiven Unterkunft wohne. Eva hat sich in den Kopf gesetzt, einmal als Tänzerin Karriere zu machen. Hin und wieder gestattet sie dem jungen Fremdenführer Albert, der ein Auge auf sie geworfen hat, sie zum Tanzunterricht zu begleiten; mehr aber ist nicht für ihn drin.
Matéo kommt mit seinen Gedanken nicht mehr von der fremden Schönen los. Immer wieder führt er neue Gelegenheiten herbei, um Eva wiederzusehen. Obwohl sie sich ihm gegenüber recht gleichgültig zeigt, hört Matéo nicht auf, ihr den Hof zu machen. Je öfter die zwei sich treffen, desto rätselhafter und erregender wirkt das Mädchen auf ihn. Nach und nach ergreift Eva von ihrem Verehrer immer mehr Besitz und beginnt, ihn zu demütigen. Im Lauf der Zeit gibt sich Matéo immer weniger Mühe, seine Neigungen vor seiner gelähmten Gattin zu verbergen. Als ihn dann Eva gar auffordert, sie seiner Frau vorzustellen, scheut er sich nicht, sie und ihren Vater auf sein Gut zum Fest der Stiersegnung einzuladen. Dabei tanzt Eva hemmungslos und provozierend vor Matéos Frau.
Arabadijan bedrängt Eva schon lange, in seinem Nachtlokal als Tänzerin aufzutreten. Jetzt nimmt sie die Stellung an. Nacht für Nacht verbringt Matéo in der Bar, obwohl ihm Eva nie eine Hoffnung gemacht hat, dass sie für ihn etwas empfinden könnte. Nach einem ihrer Auftritte folgt er ihr heimlich. Sie geht in einen anderen Raum und tanzt dort nackt vor einem lüsternen Publikum. Vergeblich beschwört Matéo sie, ihr lasterhaftes Leben aufzugeben. Eva hat für diesen Wunsch nur ein Lächeln übrig und geht mit ihrer Tanztruppe auf Tournee. Matéo reist ihr nach, und mehr als je zuvor bringt sie ihn zur Weißglut, indem sie mit dem jungen Morenito auf der Bühne leidenschaftlich tanzt. Matéo verliert die Beherrschung und springt auf die Bühne. Erst, als ihn die Polizei festnimmt, endet das Spektakel.
Als Matéo am nächsten Morgen entlassen wird, wirkt er wie ein anderer Mensch; seine Kleidung ist zerrissen, sein Gesicht von Wunden entstellt. Auf so etwas scheint Eva nur gewartet zu haben. Sie begegnet ihm jetzt mit überströmender Zärtlichkeit und versichert ihm ihre Liebe.
„… und seit einem Jahr ist sie meine Frau“, erzählt Matéo in einem Pariser Restaurant seinem Zuhörer Albert, dem früheren Fremdenführer, der in die französische Hauptstadt gekommen ist, um Eva wiederzusehen. Diese hat gerade ihren Tanz beendet und wendet sich nun einem athletischen jungen Mann zu. „Mit Morenito hat es angefangen. Jetzt ist es der dort, bis sie auch ihm wieder überdrüssig wird. Trotzdem bleibe ich bei ihr, weil ich sie liebe.“ Mit diesen Worten beendet Matéo seine Erzählung.

## Produktion
Die Außenaufnahmen entstanden in der südfranzösischen Landschaft Camargue und in der spanischen Stadt Sevilla. Die Bauten und die Kostüme wurden von dem russischstämmigen Filmarchitekten, Bühnenbildner, Kostümbildner und Maler Georges Wakhévitch entworfen.
Brigitte Bardot widmete in ihrer Autobiografie den Dreharbeiten zu diesem Film einen eigenen Abschnitt.

## Wissenswertes
Bei der Kritik fand diese Verfilmung des Romans nicht so viel Aufmerksamkeit wie die 1977 unter dem Titel Dieses obskure Objekt der Begierde veröffentlichte Version von Luis Buñuel.

## Kritik
Das Lexikon des internationalen Films befand: „Duvivier entlarvt den Bardot-Mythos der 50er Jahre nicht durch distanzierende Ironie, sondern bestätigt ihn durch diese banale Geschichte.“.

## Quelle
- Programm zum Film: Das Neue Film-Programm, erschienen im Klemmer-Verlag, Mannheim, Nummer 4238